# Surianaceae
Surianaceae nom. cons., biljna porodica u redu bobolike. Postoji devet priznatih vrsta unutar pet rodova. Većina vrsta je iz Australije, a rodu Recchia domovina je Meksiko.

## Rodovi
1. Tribus Rigiostachydeae Loes. & Soler.
  1. Recchia Moc. & Sessé ex DC. (4 spp.)
2. Tribus Surianeae Baill.
  1. Suriana L. (1 sp.)
3. Tribus Stylobasieae Bonne
  1. Cadellia F. Muell. (1 sp.)
  2. Guilfoylia F. Muell. (1 sp.)
  3. Stylobasium Desf. (2 spp.)